# Coppa Sudamericana 2005
La Coppa Sudamericana 2005 è stata la quarta edizione del torneo. La manifestazione è stata vinta dal Boca Juniors nella doppia finale contro il Pumas UNAM. Per la prima volta vennero invitate squadre appartenenti alla CONCACAF: América, Pumas UNAM (Messico) e D.C. United (Stati Uniti d'America).

## Risultati

### Fase preliminare
| Squadra 1                      | Totale                  | Squadra 2                                         | Andata                  | Ritorno                 |
| Preliminari Argentina I        | Preliminari Argentina I | Preliminari Argentina I                           | Preliminari Argentina I | Preliminari Argentina I |
| ------------------------------ | ----------------------- | ------------------------------------------------- | ----------------------- | ----------------------- |
| Banfield                       | 3 - 2                   | Estudiantes (LP)                                  | 2 - 0                   | 1 - 2                   |
| Preliminari Argentina IV       |                         |                                                   |                         |                         |
| Newell's Old Boys              | 0 - 1                   | Rosario Central                                   | 0 - 0                   | 0 - 1                   |
| Preliminari Brasile I          |                         |                                                   |                         |                         |
| Fluminense                     | 3 - 3 (4 - 2 rig.)      | Santos                                            | 2 - 1                   | 1 - 2                   |
| Preliminari Brasile II         |                         |                                                   |                         |                         |
| Internacional                  | 3 - 2                   | San Paolo                                         | 2 - 1                   | 1 - 1                   |
| Preliminari Brasile III        |                         |                                                   |                         |                         |
| Juventude                      | 2 - 3                   | Cruzeiro                                          | 1 - 3                   | 1 - 0                   |
| Preliminari Brasile IV         |                         |                                                   |                         |                         |
| Goiás                          | 1 - 3                   | Corinthians                                       | 0 - 2                   | 1 - 1                   |
| Preliminari Cile/Perù          |                         |                                                   |                         |                         |
| Universidad de Chile           | 2 - 2 (gf)              | Universidad Católica                              | 1 - 2                   | 1 - 0                   |
| Alianza Atlético               | 2 - 2 (4 - 1 rig.)      | Universitario                                     | 1 - 1                   | 1 - 1                   |
| Universitario                  | 5 - 2                   | Alianza Atlético                                  | 5 - 0                   | 0 - 2                   |
| Preliminari Bolivia/Ecuador    |                         |                                                   |                         |                         |
| The Strongest                  | 4 - 2                   | Bolívar                                           | 2 - 1                   | 2 - 1                   |
| El Nacional                    | 5 - 5 (gf)              | LDU Quito                                         | 3 - 4                   | 1 - 1                   |
| The Strongest                  | 2 - 4                   | LDU Quito                                         | 0 - 0                   | 4-2                     |
| Preliminari Paraguay/Uruguay   |                         |                                                   |                         |                         |
| Guarani                        | 3 - 3 (3 - 4 rig.)      | Cerro Porteño                                     | 1 - 2                   | 2 - 1                   |
| Defensor Sporting              | 5 - 4                   | Danubio                                           | 2 - 3                   | 3 - 1                   |
| Cerro Porteño                  | 3 - 1                   | Defensor Sporting                                 | 2 - 0                   | 1 - 1                   |
| Preliminari Colombia/Venezuela |                         |                                                   |                         |                         |
| Deportivo Cali                 | 2 - 2 (6 - 7 rig.)      | Atlético Nacional                                 | 2 - 0                   | 0 - 2                   |
| Trujillanos                    | 5 - 1                   | [[[Asociación Civil Mineros de Guayana\|Mineros]] | 3 - 1                   | 2 - 1                   |
| Trujillanos                    | 1 - 7                   | Atlético Nacional                                 | 1 - 5                   | 0 - 2                   |

## Ottavi di finale
| Squadra 1       | Totale      | Squadra 2            | Andata | Ritorno |
| --------------- | ----------- | -------------------- | ------ | ------- |
| Vélez Sarsfield | 3 - 2       | Cruzeiro             | 2 - 0  | 1 - 2   |
| América         | 7 - 4       | Atlético Nacional    | 3 - 3  | 4 - 1   |
| Corinthians     | 1 - 1 (gfc) | River Plate          | 0 - 0  | 1 - 1   |
| Pumas UNAM      | 4 - 3       | The Strongest        | 3 - 1  | 1 - 2   |
| Rosario Central | 1 - 2       | Internacional        | 0 - 1  | 1 - 1   |
| Cerro Porteño   | 3 - 7       | Boca Juniors         | 2 - 2  | 1 - 5   |
| Fluminense      | 3 - 1       | Banfield             | 0 - 0  | 3 - 1   |
| D.C. United     | 3 - 4       | Universidad Católica | 1 - 1  | 2 - 3   |

## Quarti di finale
| Squadra 1       | Totale | Squadra 2            | Andata | Ritorno |
| --------------- | ------ | -------------------- | ------ | ------- |
| Vélez Sarsfield | 4 - 0  | América              | 2 - 0  | 2 - 0   |
| Corinthians     | 2 - 4  | Pumas UNAM           | 2 - 1  | 0 - 3   |
| Internacional   | 2 - 4  | Boca Juniors         | 1 - 0  | 1 - 4   |
| Fluminense      | 2 - 3  | Universidad Católica | 2 - 1  | 0 - 2   |

## Semifinali
| Squadra 1       | Totale | Squadra 2            | Andata | Ritorno |
| --------------- | ------ | -------------------- | ------ | ------- |
| Vélez Sarsfield | 0 - 4  | Pumas UNAM           | 0 - 0  | 0 - 4   |
| Boca Juniors    | 3 - 2  | Universidad Católica | 2 - 2  | 1 - 0   |

## Finale
| Squadra 1  | Totale             | Squadra 2    | Andata | Ritorno |
| ---------- | ------------------ | ------------ | ------ | ------- |
| Pumas UNAM | 2 - 2 (3 - 4 rig.) | Boca Juniors | 1 - 1  | 1 - 1   |